# Apogee Software
Ne doit pas être confondu avec Apogée (logiciel).
Pour les articles homonymes, voir Apogée (homonymie).
Apogee Software est une entreprise de développement et d'édition de jeux vidéo fondée en 1987 par Scott Miller. Elle est essentiellement connue pour avoir popularisé le principe du shareware notamment avec des jeux comme Commander Keen ou Wolfenstein 3D. En 1992, George Broussard rejoint la société et en devient en partie propriétaire avec son fondateur, Scott Miller.
En 1994, Apogee désire créer un label différent pour chaque type de jeu que la société développera ou éditera, c'est pourquoi elle lance 3D Realms et Pinball Wizards, cette dernière branche sera rapidement oubliée à l'inverse de 3D Realms qui, au fur et à mesure de l'importance occupée par les jeux en 3D au sein du marché du jeu vidéo, finira par devenir le label public et unique, de l'entreprise, label qu'elle utilise encore aujourd'hui. Cependant, Apogee Software reste le nom légal de la société.

## Jeux les plus connus
- Commander Keen
- Wolfenstein 3D
- Duke Nukem
- Blake Stone 1 et 2

## Liste des jeux

### Sous le nom Apogee Software

#### Développeur
- 1986 - Beyond the Titanic
- 1986 - Block Five
- 1986 - Diamond Digger (aussi appelé Raiders of the Forbidden Mine and Gold Miner)
- 1986 - Maze Machine
- 1986 - Maze Runner (aussi appelé Rogue Runner)
- 1987 - Kroz series
- 1987 - Supernova
- 1988 - Night Bomber
- 1988 - The Thing
- 1988 - Trek Trivia
- 1988 - Word Whiz
- 1989 - Meteors (aussi appelé Asteroid Rescue)
- 1990 - Phrase Master
- 1991 - Arctic Adventure
- 1991 - Crystal Caves
- 1991 - Duke Nukem
- 1992 - Cosmo's Cosmic Adventure
- 1992 - Secret Agent
- 1993 - Bio Menace
- 1993 - Duke Nukem II
- 1993 - Major Stryker
- 1993 - Monster Bash
- 1994 - Rise of the Triad
- 1995 - Realms of Chaos
- 1996 - Stargunner

#### Distributeur/Éditeur
- 1988 - Trivia Whiz - Micro F/X Software
- 1988 - Start Trek: The Next Generation Trivia - Micro F/X Software
- 1989 - The Thor Trilogy - Scenario Software
- 1990 - Pharaoh's Tomb - Micro F/X Software
- 1990 - Monuments of Mars - Scenario Software
- 1990 - Commander Keen: Invasion of the Vorticons – id Software
- 1991 - Dark Ages - Scenario Software
- 1991 - Commander Keen: Goodbye Galaxy! – id Software
- 1991 - Paganitzu - Trilobyte
- 1991 - Jumpman Lives! – Shamusoft Designs
- 1992 - Wolfenstein 3D – id Software
- 1992 - Word Rescue - Redwood Games
- 1992 - Math Rescue - Redwood Games
- 1993 - Alien Carnage (aussi appelé Halloween Harry) – SubZero Software
- 1993 - Blake Stone: Aliens of Gold – JAM Productions
- 1994 - Blake Stone: Planet Strike – JAM Productions
- 1994 - Boppin' – Accursed Toys
- 1994 - Hocus Pocus – Moonlite Software
- 1994 - Mystic Towers - Animation F/X
- 1994 - Raptor: Call of the Shadows – Mountain King Studios
- 1994 - Wacky Wheels – Beavis Soft
- 1995 - Xenophage: Alien Bloodsport - Argo Games
- 1996 - Death Rally – Remedy Entertainment

#### Projets annulés
- The Underground Empire of Kroz
- Dino Days
- Gateworld
- Commander Keen: The Universe Is Toast
- Fantasy 3D
- Cybertank 3D
- Tubes
- BoulderDash 5000
- Nuclear Nightmare
- Angels Five
- The Second Sword
- Wards of Wandaal
- Doom - devait être distribué par Apogee, mais après une discussion avec id Software (développeur de Doom) on finit par conclure qu'Apogee ne voulait plus distribuer les jeux id Software.
- Megaloman
- Violent Vengeance
- Descent
- Monster Bash VGA
- Crazy Baby
- Fumes
- Crystal Carnage
- Pitfall (version PC)
- Ravager
- Cyberpunk Kid
- Duke Nukem Forever (scroll game)

### Sous le nom Pinball Wizards

#### Distributeur/Producteur
- 1997 - Balls of Steel - Wildfire Studios

### Sous le nom 3D Realms

#### Développeur
- 1996 - Duke Nukem 3D
- 1997 - Shadow Warrior

#### Distributeur/Producteur
- 1995 - Terminal Velocity - Terminal Reality
- 1997 - Duke Nukem 64 - Eurocom
- 1997 - Duke Nukem: Total Meltdown - Aardvark Software
- 1998 - Duke Nukem: Time to Kill - N-Space
- 1999 - Duke Nukem: Zero Hour - Eurocom
- 1999 - Duke Nukem (Game Boy Color) - Torus Games
- 2000 - Duke Nukem: Land of the Babes - N-Space
- 2001 - Max Payne - Remedy Entertainment
- 2002 - Duke Nukem: Manhattan Project - ARUSH Entertainment/Sunstorm Interactive
- 2003 - Duke Nukem Advance - Torus Games
- 2003 - Max Payne 2: The Fall of Max Payne - Remedy Entertainment
- 2004 - Duke Nukem Mobile - Machine Works Northwest/Tapwave
- 2005 - Duke Nukem Mobile II: Bikini Project - Machine Works Northwest
- 2005 - Duke Nukem Mobile 3D - Machine Works Northwest
- 2006 - Prey - Human Head Studios

#### Projets annoncés
- 2009 - Earth No More
- NC - Duke Nukem Forever (DNF)
- NC - Prey 2

#### Projets annulés
- Ruins: Return of the Gods - Un jeu en 3D utilisant le "Build Engine", il a été vendu à Playmates Interactive et renommé Exhumed.
- Blood - Le jeu était devait être développé et/ou produit par 3D Realms, mais les droits ont été vendus à Monolith Productions. Le jeu fut distribué par GT Interactive.
- Duke Nukem Forever - En tant que scroll game